# تامسون (جورجیا)
تامسون، جورجیا (به انگلیسی: Thomson, Georgia) یک شهر در ایالات متحده آمریکا با جمعیت ۶٬۷۷۸ نفر است که در جورجیا واقع شده‌است.

## موقعیت جغرافیایی
موقعیت جغرافیایی شهرها و مناطق اطراف به شرح زیر است: